# 楠溪江
楠溪江古称瓯水，位于中国浙江省雁荡山与括苍山之间，温州市区以北，永嘉县境内，是瓯江（蜃水）支流。在永嘉县境内形成树形水系，流域面积2420平方千米，自北向南注入瓯江。干流长139.8千米，自然落差1032米，江面宽而浅，水质透明度极高，河床下多为卵石，属旅游水景资源。

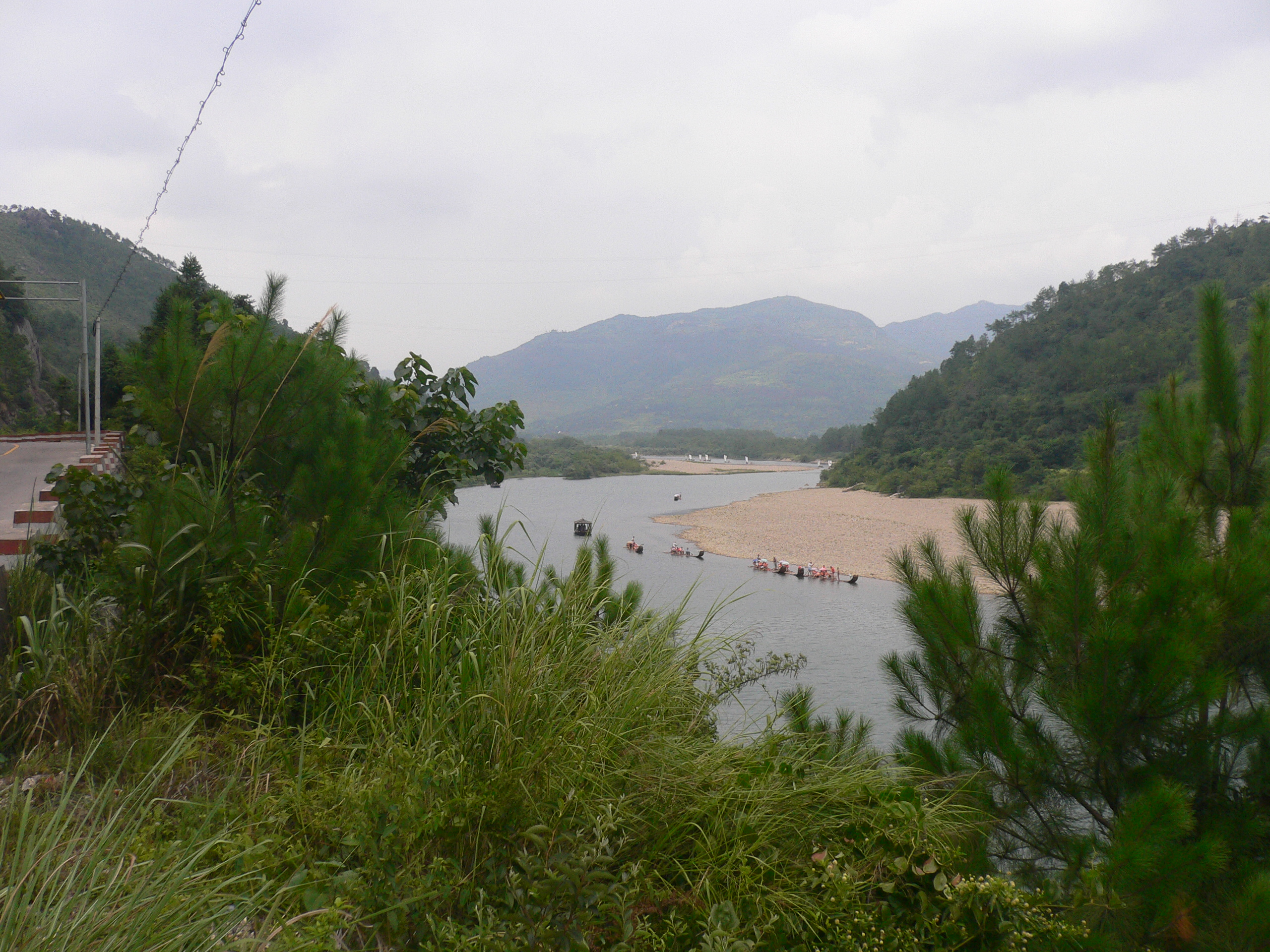
楠溪江漂流

## 流域
楠溪江发源于永嘉县岩坦镇溪下罗垟岭西侧。干流（大港）自源头至溪口为上游，长55.20千米，溪口至沙头为中游，长50千米，沙头以下至江口为下游（江），长94.6千米，为感潮河段。
主要支流有岩坦溪、张溪、东皋溪、五尺溪、孤山溪、花坦溪、小楠溪（小港）、古庙溪（外港）和陡门溪等9条。
永嘉县境大部分区域都为楠溪江流域，故永嘉县内大多数市镇均位于楠溪江或其支流畔。永嘉县城即位于楠溪江畔。

## 水产
楠溪江比较著名的水产为楠溪香鱼。据明万历《温州府志》记载，香鱼“长三四寸，味佳而无腥，生清流惟十月时有，与乐产少异”。《雁荡山志》又载：“凡荡水所入处皆有之，荡水西流永楠溪，则自枫林、档溪、下潭、古庙潭诸处亦有之。”香鱼俗称“溪鲤”亦叫瓜鱼，隶属鲑形目胡爪鱼亚目。体长而侧扁，头小咀尖，体披细鳞，背部灰黑，腹部银白色，鱼肉细嫩多脂，味鲜且有香味，为上等食用鱼，是名贵的经济鱼类。
除楠溪江外，香鱼在中国闽南地区、台湾及湖北兴山县也有出产。

## 旅游
大若岩山为南朝梁道学家陶弘景的隐居地，山脚下有著名的陶公洞，被道家誉为“天下第十二福地”，是一大型天然岩洞。洞高56米，宽76米，深79米。
楠溪江中游两岸的古村落群是温州古民居的突出代表，目前尚存留相当完整的宋代村貌及文化习俗，大量的明清时代古建筑。“耕读社会”和“宗族社会”在当前楠溪江的宗祠民俗中仍依稀可见。
- 1988年被中国国务院批准为国家重点风景名胜区。
- 2001年被联合国教科文组织世界遗产中心列入中国世界遗产预备名单。
- 2005年成为雁荡山世界地质公园的西园区。